# ザファクター
ザファクター（英：The Factor）は、アメリカ合衆国の競走馬、種牡馬。主な勝ち鞍は2011年のマリブステークス、パットオブライエンステークス。

## 戦績
名門ボブ・バファート厩舎から2010年11月にデビューし、2戦目の未勝利戦（ダート6F）では2着に8馬身1/4差をつける圧勝で、サンタアニタ競馬場のトラックレコード（1分6秒98）を樹立している。
3歳時（2011年）にはクラシック路線には進まず短距離路線を歩み、パットオブライエンステークス（Aw7F）でGI初制覇。同年12月のマリブステークス（ダート7F）も制し、GI2勝目を挙げている。2012年限りで現役を引退。通算成績は13戦6勝（重賞5勝）。

### 年度別競走成績
- 2010年（2戦1勝）[2]
- 2011年（7戦4勝） - パットオブライエンステークス(GI)、マリブステークス(GI)、サンヴィセントステークス(GII)、レベルステークス（GII)[2]
- 2012年（4戦1勝） - サンカルロスステークス(GII)[2]

## 種牡馬時代
2013年からアメリカ合衆国のレーンズエンドファームで種牡馬入りし、翌年からはシャトル種牡馬としてオーストラリアでも供用された。初年度産駒は2016年にデビューし、その中の1頭ノーテッドアンドクオーテッド（Noted and Quoted）が2歳GIのシャンデリアステークスを制している。
2017年までに日本に輸入された産駒3頭全てが勝ち上がり、日本競馬への適性を示したことで、2018年は2月10日から6月30日までのリースで日本軽種馬協会静内種馬場にて供用された。種付け料は200万円（不受胎時返還、流死産時返還）に設定された。

### 主な産駒
- 2019年産
  - ナムラタタ（2025年摂津盃）

## 血統表
| ザファクターの血統         | ザファクターの血統                                                         | ザファクターの血統                                                         | （血統表の出典）                                                           | （血統表の出典） |
| 父系                       | ダンジグ系                                                                 | ダンジグ系                                                                 | ダンジグ系                                                                 | [ § 2 ]          |
| 父 War Front 2002 鹿毛     | 父の父Danzig 1977 鹿毛                                                     | Northern Dancer                                                            | Nearctic                                                                   | Nearctic         |
| 父 War Front 2002 鹿毛     | 父の父Danzig 1977 鹿毛                                                     | Northern Dancer                                                            | Natalma                                                                    |                  |
| 父 War Front 2002 鹿毛     | 父の父Danzig 1977 鹿毛                                                     | Pas de Nom                                                                 | Admiral's Voyage                                                           | Admiral's Voyage |
| 父 War Front 2002 鹿毛     | 父の父Danzig 1977 鹿毛                                                     | Pas de Nom                                                                 | Petitioner                                                                 |                  |
| 父 War Front 2002 鹿毛     | 父の母Starry Dreamer 1994 芦毛                                             | Rubiano                                                                    | Fappiano                                                                   | Fappiano         |
| 父 War Front 2002 鹿毛     | 父の母Starry Dreamer 1994 芦毛                                             | Rubiano                                                                    | Ruby Slippers                                                              |                  |
| 父 War Front 2002 鹿毛     | 父の母Starry Dreamer 1994 芦毛                                             | Lara's Star                                                                | Forli                                                                      | Forli            |
| 父 War Front 2002 鹿毛     | 父の母Starry Dreamer 1994 芦毛                                             | Lara's Star                                                                | True Reality                                                               |                  |
| 母 Greyciousness 1995 芦毛 | 母の父Miswaki 1978 栗毛                                                    | Mr. Prospector                                                             | Raise a Native                                                             | Raise a Native   |
| 母 Greyciousness 1995 芦毛 | 母の父Miswaki 1978 栗毛                                                    | Mr. Prospector                                                             | Gold Digger                                                                |                  |
| 母 Greyciousness 1995 芦毛 | 母の父Miswaki 1978 栗毛                                                    | Hopespringseternal                                                         | Buckpasser                                                                 | Buckpasser       |
| 母 Greyciousness 1995 芦毛 | 母の父Miswaki 1978 栗毛                                                    | Hopespringseternal                                                         | Rose Bower                                                                 |                  |
| 母 Greyciousness 1995 芦毛 | 母の母Skatingonthinice 1986 芦毛                                           | Icecapade                                                                  | Nearctic                                                                   | Nearctic         |
| 母 Greyciousness 1995 芦毛 | 母の母Skatingonthinice 1986 芦毛                                           | Icecapade                                                                  | Shenanigans                                                                |                  |
| 母 Greyciousness 1995 芦毛 | 母の母Skatingonthinice 1986 芦毛                                           | Rain Shower                                                                | Bold Forbes                                                                | Bold Forbes      |
| 母 Greyciousness 1995 芦毛 | 母の母Skatingonthinice 1986 芦毛                                           | Rain Shower                                                                | Right as Rain                                                              |                  |
| 母系(F-No.)                | 10号族(FN:10-c)                                                            | 10号族(FN:10-c)                                                            | 10号族(FN:10-c)                                                            | [ § 3 ]          |
| 5代内の近親交配            | Mr.Prospector5×3＝15.63%、Nearctic4×4＝12.50%、Native Dancer5×5×5＝9.38%、 | Mr.Prospector5×3＝15.63%、Nearctic4×4＝12.50%、Native Dancer5×5×5＝9.38%、 | Mr.Prospector5×3＝15.63%、Nearctic4×4＝12.50%、Native Dancer5×5×5＝9.38%、 | [ § 4 ]          |
| 出典                       | 1. 2. 3. 4.                                                                | 1. 2. 3. 4.                                                                | 1. 2. 3. 4.                                                                | 1. 2. 3. 4.      |